# William Standish Knowles
Pour les articles homonymes, voir Knowles.
William Standish Knowles (né le 1er juin 1917 à Taunton, Massachusetts, États-Unis, et mort le 13 juin 2012 à Chesterfield, Missouri) est un chimiste américain. Il est colauréat avec Ryōji Noyori de la moitié du prix Nobel de chimie de 2001 (l'autre moitié a été remise à K. Barry Sharpless) « pour leurs travaux sur la chiralité des réactions d'hydrogénation catalysées », réactions qui permettent la préparation de nombreuses molécules pharmaceutiques.